# Apremont (Ardenas)
 Apremont  es una comuna y población de Francia, en la región de Champaña-Ardenas, departamento de Ardenas, en el distrito de Vouziers y cantón de Grandpré.
También se la conoce como Apremont-sur-Aire.
Está integrada en la Communauté de communes de l'Argonne Ardennaise .

## Demografía
| 467 | 550 | 528 | 547 | 644 | 579 | 672 | 650 | lac. | lac. | 698 | 682 | 729 | 683 | 660 | 662 | 677 | 629 | 624 | 648 | 183 | 318 | 275 | 306 | 234 | 224 | 221 | 207 | 165 | 140 | 109 | 118 | 128 | 129 |
| Para los censos de 1962 a 1999 la población legal corresponde a la población sin duplicidades (Fuente: INSEE [Consultar]) |     |     |     |     |     |     |     |      |      |     |     |     |     |     |     |     |     |     |     |     |     |     |     |     |     |     |     |     |     |     |     |     |     |